# Bobby Weaver
Robert Brooks „Bobby” Weaver (ur. 29 grudnia 1958 Rochester) – amerykański zapaśnik w stylu wolnym. Mistrz olimpijski z Los Angeles 1984 roku. Członek kadry narodowej na Igrzyska w Moskwie zbojkotowane przez prezydenta Cartera. Zdobywca Pucharu Świata w 1980 i 1984; drugi w 1977 i 1981 roku.